# Parasol

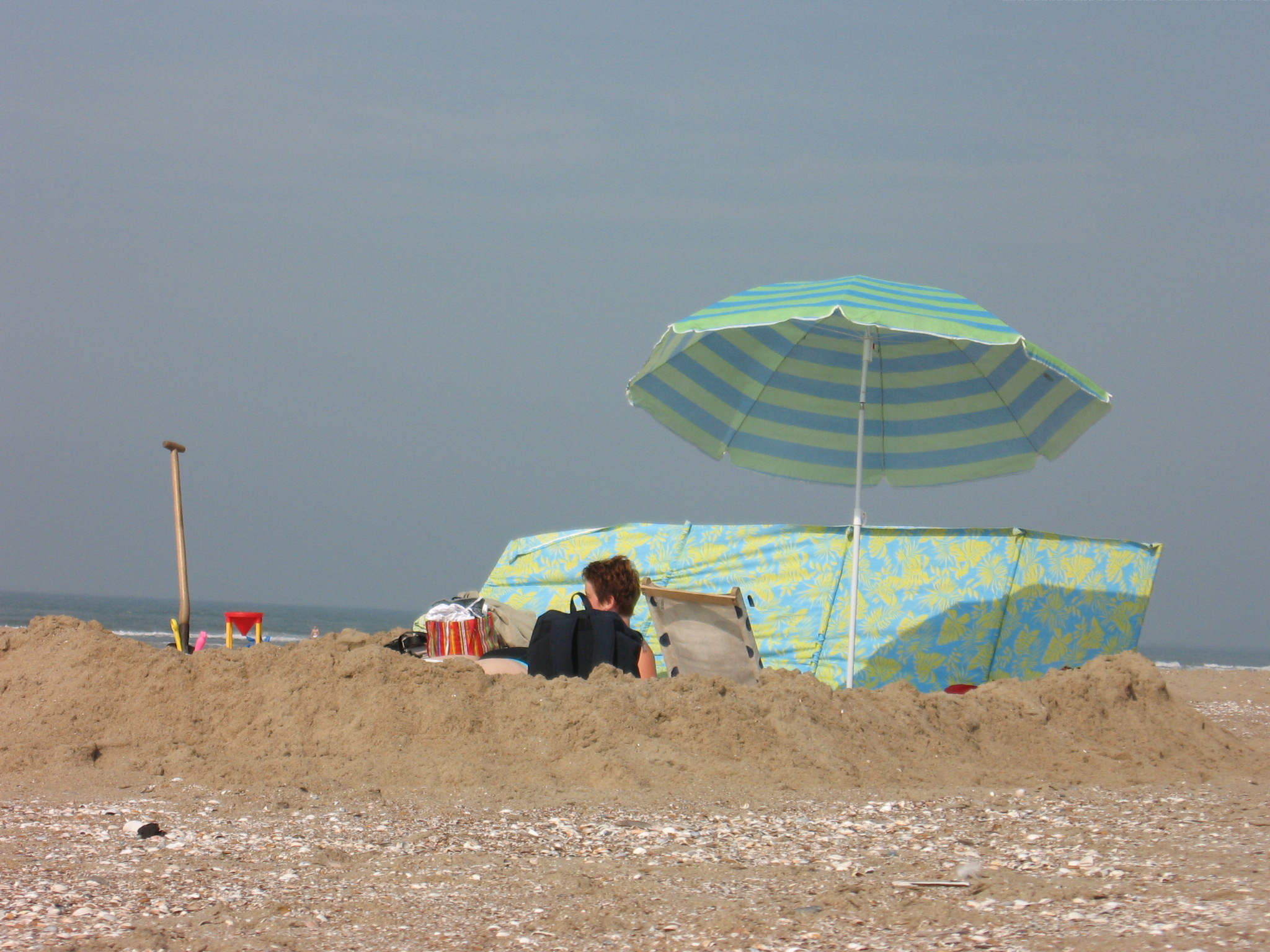
Parasol op het strand

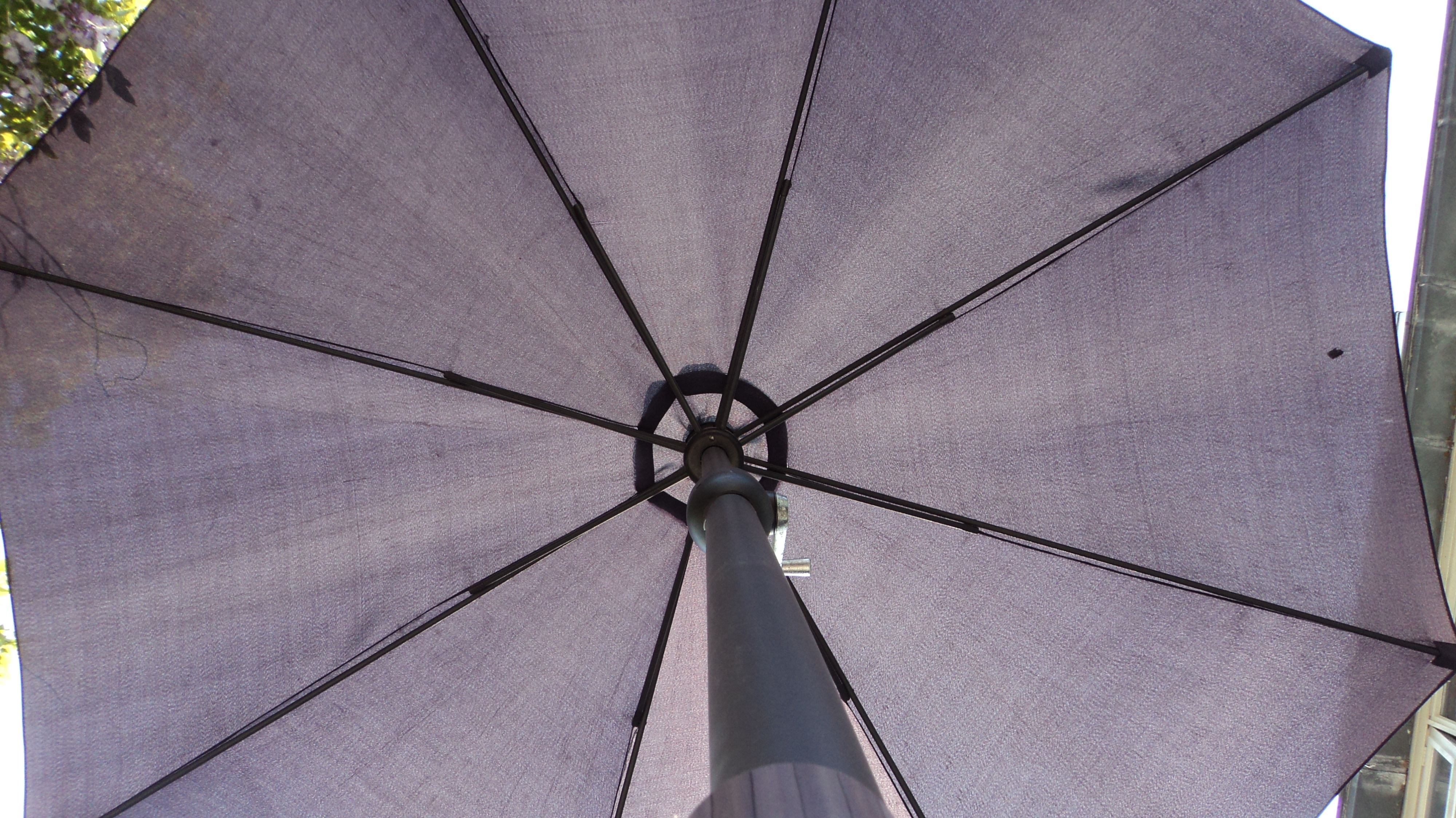
Tuinparasol vanaf de onderkant gezien

Een parasol of zonnescherm is een gebruiksvoorwerp dat de functie heeft bescherming te bieden tegen de zon. Een parasol bestaat uit een stok met een aantal baleinen, die bespannen zijn met een doek. De constructie is gelijk aan die van een paraplu, maar is vaak veel groter in doorsnede ongeveer 2 tot 4 meter. De vorm is meestal rond maar kan ook vierkant zijn. Een parasol wordt gebruikt bijvoorbeeld in de tuin, op het strand en op een terras.
De meeste hedendaagse parasols hebben 6 of 8 baleinen, en een doek dat bestaat uit 100% polyester. Er zijn parasoldoeken zonder of met een volant: een strook textiel onderaan de omtrek van het zonnescherm. Om te voorkomen dat de parasol wegwaait zijn deze vaak voorzien van een windvang: dit is een opening aan de bovenkant van het doek waar de wind doorheen kan. De stok (parasolpaal) wordt in een zware (massief betonnen, steen of met water of zand gevulde) houder (parasolvoet) geplaatst, waarna men de parasol kan uitklappen en in de schaduw ervan kan zitten of liggen. Het uitklapmechanisme van een parasol is meestal uitgebreider dan dat van een paraplu om de kracht die nodig is voor het uitklappen te verminderen. Hiervoor kunnen systemen met een zwengel of met katrollen worden gebruikt. Behalve ronde zonneschermen, kunnen deze ook vierkant, rechthoekig of veelhoekig zijn. Bij een zogeheten zweefparasol bevindt de stok zich niet in het midden, waardoor men er minder last van ondervindt.

## Geschiedenis
Al duizend jaar voor Christus gebruikten de Egyptenaren parasols om hun farao's tegen de zon te beschermen. Dit concept werd door de Grieken en Romeinen overgenomen, en ook in India kwam je vroeger parasols als zonwering tegen. Rond 1600 na Christus kwamen de parasols in de westerse beschaving in gebruik, maar dan vooral bij de welgestelde klassen. In die tijd was een witte huid een teken dat je niet in de zon hoefde te werken. Ook op schilderijen uit die tijd zie je vaak vrouwen met een parasol lopen.